# ポムコル駅
ポムコル駅（ポムゴルえき）は、大韓民国京畿道議政府市新谷洞にある議政府軽電鉄の駅である。駅番号は(U112)。

## 駅構造
相対式ホーム2面2線を有する高架駅。　

### のりば
| 上り | ● | 鉢谷・回竜方面                                 |
| 下り | ● | 軽電鉄議政府・東梧・京畿道庁北部庁舎・塔石方面 |

## 駅周辺
- 議政府虎洞初等学校
- 虎院2洞住民センター
- 虎院斗山アパート
- 農協
- 尚佑高等学校

## 歴史
- 2012年7月1日 - 議政府軽電鉄が開業。

## 隣の駅
議政府軽電鉄
●議政府軽電鉄　
回竜駅 (U111) - ポムコル駅 (U112) - 軽電鉄議政府駅 (U113)